# Wolfgang Kohlhepp
Wolfgang Kohlhepp (* 27. Oktober 1967 in Düsseldorf, Nordrhein-Westfalen) ist ein deutscher Koch, Fernsehkoch, Unternehmer und Sachbuchautor. Einem breiten Publikum wurde Kohlhepp bekannt durch seine Auftritte in der Kochsendung Kochduell des Fernsehsenders VOX.

## Werdegang
Kohlhepp wurde im "Strümper Hof" in Meerbusch zum Koch ausgebildet. Es folgten Stationen als Demichef bei "Mövenpick" in Düsseldorf, als Demichef, Chef de Partie und Chef Gardemanger im "Swissotel" in Neuss, als Vertriebsleiter bei der Firma Rational in Landsberg am Lech, einem Dienstleister sowie Hersteller von Groß- und Industrieküchengeräten zur thermischen Speisenzubereitung, als Key-Account-Manager bei der Firma "Schulte + Sohn" in Mönchengladbach, einer Fleisch- und Wurstfabrik, sowie als Regionalverkaufsleiter bei Aramark, einem international tätigen Dienstleistungsunternehmen in den Bereichen Catering, Gastronomie und Service-Managementn.
Anschließend war er Key-Account-Manager beim Gastro-Geräte-Hersteller Convotherm Elektrogeräte. Außerdem war er für die Firmen Klüh Catering, Eurest und Eloma tätig. Zum 1. Dezember 2017 übernahm er die Gesamtvertriebsleitung des in Dinslaken ansässigen Fachhändlers ETS-Flohr.
Während seines beruflichen Werdegangs erwarb er bei der IHK das Ausbilderzertifikat nach der Ausbilder-Eignungsverordnung, besuchte die Meisterschule mit Abschluss, ließ sich an der Deutschen Angestellten-Akademie in Trier zum Betriebsassistenten Gastronomie weiterbilden und besuchte eine Fachhochschule mit dem Abschluss eines Dipl.-Kfm. (FH).